# Salvatore Briguglio
Salvatore Briguglio, detto Sally Bugs (Union City, 4 febbraio 1930 – Little Italy, 21 marzo 1978), è stato un mafioso statunitense e sicario affiliato alla famiglia Genovese, nonché rappresentante sindacale della sezione locale 560 dei Teamsters. È noto soprattutto per essere uno dei principali sospettati nella scomparsa di Jimmy Hoffa.

## Biografia
Briguglio nacque il 4 febbraio 1930 al numero 406 di Palisade Avenue, a Union City, nel New Jersey. Durante la guerra di Corea prestò servizio nell’esercito degli Stati Uniti.

## Carriera criminale

### L'omicidio Castellitto
Briguglio era un usuraio e sicario al servizio della famiglia criminale Genovese, nonché braccio destro del mafioso Anthony Provenzano. Si ritiene che abbia ucciso oltre 50 persone per conto dell’organizzazione. Secondo le accuse, fu lui a torturare e uccidere Anthony Castellitto su ordine di Provenzano, infastidito dal fatto che Castellitto avesse ottenuto più voti di lui in un'elezione sindacale. Dopo l’omicidio, Briguglio avrebbe trasportato il corpo in New Jersey e lo avrebbe fatto a pezzi con una cippatrice. Nel giugno del 1976 fu incriminato insieme a Provenzano e a un altro complice per l’omicidio di Castellitto.

### La scomparsa di Jimmy Hoffa
Briguglio è considerato uno dei principali sospettati nella scomparsa di Jimmy Hoffa. Secondo alcuni esperti, sarebbe stato proprio lui a uccidere l’ex leader sindacale. Una delle teorie dell’FBI sostiene che Briguglio fosse tra gli uomini che Hoffa incontrò il giorno della sua sparizione, con il pretesto di un incontro per appianare i contrasti con Anthony Provenzano.
Un’informativa rilasciata dal collaboratore dell’FBI Ralph Picardo - ex autista di Provenzano - riferisce che Hoffa era stato invitato a un incontro con il gruppo di Provenzano, che doveva essere mediato dal boss ad interim della famiglia criminale di Detroit, Anthony Giacalone. Chuckie O’Brien avrebbe prelevato Hoffa in un ristorante, portandolo in una casa nelle vicinanze per l’incontro.
Tuttavia, ad attenderlo c’erano alcuni uomini della fazione del New Jersey della famiglia Genovese: Thomas Andretta, Salvatore Briguglio e suo fratello Gabriel, con l’ordine di ucciderlo. Picardo sostenne inoltre che anche Frank Sheeran fosse presente. Briguglio e gli altri coinvolti furono identificati come i principali indiziati nella misteriosa sparizione di Hoffa.

## Morte
Il 21 marzo 1978, due sicari aggredirono Salvatore Briguglio davanti all'Andrea Doria Social Club, nel cuore di Little Italy a Manhattan. Dopo averlo spinto a terra, gli spararono quattro colpi al volto e al torace mentre giaceva sul marciapiede. Secondo i testimoni, i due uomini fuggirono correndo verso nord, salendo a bordo di una Ford Mercury color azzurro chiaro con targhe del New Jersey, e si dileguarono rapidamente.

## Nella cultura popolare
Nel film The Irishman (2019) di Martin Scorsese, il ruolo di Salvatore Briguglio è interpretato dall’attore Louis Cancelmi.